# Francisco de Aldana
Francisco de Aldana (Nápoles, 1537 o 1540-Alcazarquivir, Marruecos, 4 de agosto de 1578) fue un militar español y uno de los más importantes poetas del siglo XVI, en la segunda fase del Renacimiento español. Compendia las virtudes humanas y literarias del renacimiento y ha sufrido un injusto olvido hasta épocas recientes, en que se ha revalorizado su lírica gracias a los estudios de Luis Cernuda, Elías L. Rivers, José María de Cossío, Alfredo Lefebvre y Manuel Moragón, entre otros, para destacarlo como uno de los principales autores italianizantes posteriores a Garcilaso de la Vega.

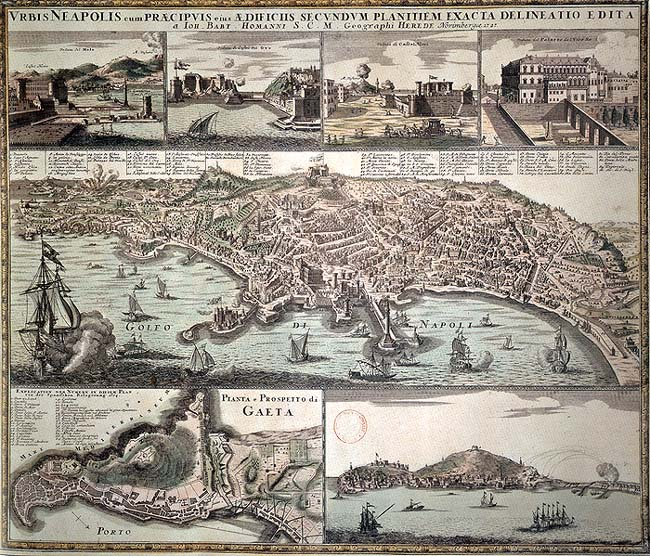
Vista de Nápoles.

## Vida

Retrato de Sebastián I de Portugal. Francisco de Aldana murió sirviéndole como general en la batalla de Alcazarquivir.

Gran parte del conocimiento de la vida de Francisco de Aldana proviene del memorial que él mismo dirigió al rey Felipe II poco antes de su muerte.
No se sabe a ciencia cierta dónde nació Aldana; indudablemente pertenecía a una rama de la nobleza menor vinculada a los duques de Alba;   Rodríguez Moñino creía que era natural de Alcántara, si bien la mayoría de los estudiosos consideran que nació en Nápoles, probablemente en 1537. Era hijo de Antonio de Aldana, capitán de la guarnición militar destacada allí. Su juventud la pasó en Florencia, entregado al estudio de las lenguas clásicas y de los autores de la antigüedad, de los que llegó a ser un buen conocedor; además llegó a dominar incluso una docena de lenguas y sintió cierto apego por la filosofía neoplatónica, como se comprueba en su soneto "Al cielo". Además se atrajo la amistad del hombre de letras más importante del Ducado en aquella época, Benedetto Varchi.
Como su padre y su hermano, se consagró a la carrera militar, que no tardó en detestar ansiando la vida contemplativa. Para él la guerra no tenía sentido, por lo que al respecto compuso este irónico soneto:
Otro aquí no se ve que, frente a frente, / animoso escuadrón moverse guerra, / sangriento humor teñir la verde tierra / y tras honroso fin correr la gente. / Este es el dulce son que acá se siente: / "¡España! ¡Santïago! ¡Cierra, cierra!" / Y, por süave olor que el aire atierra... / humo que azufre da con llama ardiente. / El gusto, envuelto va tras corrompida / agua; y el tacto, solo apalpa y halla / duro trofeo de acero ensangrentado, / hueso en astilla; en él, carne molida, / despedazado arnés, rasgada malla: / ¡oh sólo de hombres digno y noble estado!
Lo que él ansiaba fuertemente era una soledad introspectiva y ascética que lo condujese a Dios, lo que él llamaba "hombre interior":
En fin, en fin, tras tanto andar muriendo, / tras tanto varïar vida y destino, / tras tanto, de uno en otro desatino, / pensar todo apretar, nada cogiendo, / tras tanto acá y allá yendo y viniendo, / cual sin aliento inútil peregrino, / ¡oh, Dios!, tras tanto error del buen camino, / yo mismo de mi mal ministro siendo, / hallo, en fin, que ser muerto en la memoria / del mundo es lo mejor que en él se asconde, / pues es la paga dél muerte y olvido, / y en un rincón vivir con la vitoria / de sí, puesto el querer tan sólo adonde / es premio el mismo Dios de lo servido.
Combatió como capitán en San Quintín, donde tuvo una actuación destacada, tanto que el emperador Carlos I lo mencionaría por su valor; y, ya general de artillería, fue enviado a Flandes en 1572 bajo el mando de Fadrique Álvarez de Toledo y Enríquez de Guzmán, hijo del duque de Alba; durante el asedio de Haarlem, donde fue herido por un mosquetazo en un pie.
Residió en la corte de los Médici en Florencia, donde concluyó su formación. De vuelta en España, en 1571 fue alcaide del castillo de San Sebastián y un gran consejero y amigo del rey, Felipe II. Puesto por el rey español al servicio del rey de Portugal don Sebastián, sobrino de Felipe II, el rey lo apreció tanto que le regaló un collar de oro por valor de mil ducados. Francisco de Aldana, junto a Diego de Torres, fue el encargado de llevar a cabo la exploración del territorio marroquí disfrazado de judío, labor que hizo en dos meses. Francisco, conocedor de casi una docena de lenguas, no tuvo problemas para desempeñar esta difícil misión. Murió el 4 de agosto de 1578 luchando contra los musulmanes en la batalla de Alcazarquivir, como general de la infantería de la expedición de don Sebastián, aunque había desaconsejado esa empresa y estaba a disgusto con la idea.
Como poeta es uno de los representantes del neoplatonismo en la poesía española y fue tan alabado en su época que el mismo Miguel de Cervantes lo llamó «el Divino» en su obra La Galatea. Los académicos creadores del Diccionario de autoridades lo incluyeron entre las autoridades de la lengua y lo consideraron «símbolo del Renacimiento».

## Obra
Su hermano Cosme editó en dos partes (Milán, 1589; Madrid, 1591) lo que pudo hallar de su obra, en la que destacan en particular los sonetos donde revela su desengaño y disgusto por la vida militar que llevaba y expresa su deseo de retirarse para llevar una vida contemplativa en soledad y en contacto con la naturaleza. También son importantes una Fábula de Faetonte en endecasílabos blancos, inspirada en la de Luigi Alamanni, la muy original Canción a Cristo crucificado y la extraordinaria Epístola a Arias Montano sobre la contemplación de Dios y los requisitos della (1577), en tercetos encadenados, de inspiración neoplatónica, que ha pasado a todas las antologías de poesía en castellano como obra clásica por contenido y estilo:
Pienso torcer de la común carrera / que sigue el vulgo, y caminar derecho / jornada de mi patria verdadera; / entrarme en el secreto de mi pecho / y platicar en él mi interior hombre, / dó va, dó está, si vive, o qué se ha hecho. / Y porque vano error más no me asombre, / en algún alto y solitario nido / pienso enterrar mi ser, mi vida y nombre / y, como si no hubiera acá nacido, / estarme allá, cual Eco, replicando / al dulce son de Dios, del alma oído.

## Influencia
Fue muy admirado por Francisco de Quevedo, quien le llamó «doctísimo español, elegantísimo soldado, valiente y famoso soldado en muerte y en vida». Intentó editar sus obras en el siglo XVII para combatir el lenguaje culterano. 
Cervantes lo coloca junto a Boscán y Garcilaso.
También fue reverenciado por los poetas de la Generación del 27, especialmente por Luis Cernuda, quien estudió al poeta en su obra Tres poetas metafísicos.
La influencia de Vittoria Colonna en la poesía de Aldana fue estudiado por el hispanista escocés Paul Joseph Lennon.

## Obras

### Sonetos
- Al cielo
- Alma Venus gentil, que al tierno arquero
- ¿Cuál es la causa, mi Damón, que estando
- Cuál nunca osó mortal tan alto el vuelo
- El ímpetu cruel de mi destino
- Es tanto el bien que derramó en mi seno
- Galanio, tú sabrás que esotro día
- Hase movido, dama, una pasión
- Mil veces callo que romper deseo
- Mil veces digo, entre los brazos puesto
- Otro aquí no se ve que, frente a frente
- Por un bofetón dado a una dama
- Reconocimiento de la vanidad del mundo

### Otros poemas
- Carta para Arias Montano (también conocida como Epístola a Arias Montano)
- Pocos tercetos escritos a un amigo

## Lecturas sugeridas
- Lennon, Paul Joseph (2019). Love in the Poetry of Francisco de Aldana: Beyond Neoplatonism. Woodbridge, Suffolk: Tamesis. ISBN 9781855663367. Archivado desde el original el 28 de agosto de 2019. Consultado el 28 de agosto de 2019.